# Pedro Mariano Cabello
Pedro Mariano Cabello fue un académico y político peruano. Fue el penúltimo Cosmógrafo Mayor de la República del Perú.
Nació en Moquegua en 1811. Realizó estudios en París, Francia y desde 1858 ocupó el cargo de Cosmógrafo Mayor de la República del Perú en reemplazo de Eduardo Carrasco Toro siendo el penúltimo en ocupar dicho cargo que venía del virreinato y que, a mediados del siglo XIX ya se encontraba obsoleto. La gestión de Cabello en este cargo significó la desaparición de la sección destinada a consignar las observaciones meteorológicas hechas en Lima.
En 1860 fue elegido miembro del Congreso Constituyente de 1860 por la provincia de Moquegua del Departamento de Moquegua que expidió la Constitución de 1860, la que tuvo un mayor tiempo de vigencia. Luego fue elegido senador por Moquegua para el Congreso Ordinario de 1860 que estuvo en mandato hasta 1863 y en 1864.
Falleció en la ciudad de Lima en 1875. Sus restos descansan en el Cementerio Presbítero Maestro de esa ciudad.